# Anopheles milloti
Anopheles milloti är en tvåvingeart som beskrevs av Alexis Grjebine och Lacan 1953. Anopheles milloti ingår i släktet Anopheles och familjen stickmyggor.
Artens utbredningsområde är Madagaskar. Inga underarter finns listade i Catalogue of Life.